# Князький Орест Миколайович
Орест Миколайович Князький (26 січня 1944, с. Карапчів, Вижницький район, Чернівецька область — 24 серпня 2024) — український письменник.

## Біографія
Походить із селян. Внаслідок масової евакуації населення у 1950—1955 роках сім'я жила у селі Чернігівка Чернігівського району. Навчався у Карапчівській середній школі. Служив у війську. Працював фельдшером у селах Підзахаричі та Петраші Путильського району, а під час заочного навчання в Чернівецькому університеті перейшов працювати вчителем у Білоберізьку середню школу, яку пізніше очолював як директор.
Один з учасників заснування Верховинського районного Товариства української мови імені Тараса Шевченка «Гомін Карпат» — першої суспільно-політичної організації на Верховинщині, та багатьох політичних акцій, пов'язаних з її діяльністю. Заступник голови правління.
Писав вірші з дитинства. Друкувалися у багатьох республіканських альманахах, журналах, газетах. Видав збірку віршів «Оминути не смію» (видавництво «Карпати». 1988 р.)
Директор Білоберізької загальноосвітньої школи. Автор збірок поезій «Оминути не смію», «Непроминуща таїна», «Таємниця спалаху», «Поема Незалежності», «Коли з доріг вертаюся далеких», «Мій вічний подив», збірників авторських пісень, гімнів і маршів «Розмова з матір'ю», «Де три роки гуцульські», «З батьком наодинці», «Де небо тримають верхи». Співавтор «Література рідного краю», Хрестоматія , 5-11 класи, «Під Франковою зорею», «Черемоше златогривий», «Струни Черемоша», «Велет національної ідеї», «Різдво в українській поезії», «Покрова в українській поезії», «Літературне Прикарпаття», «Октава».
Нагороджений відзнакою Президента — ювілейною медаллю «20 років Незалежності України», знаком «Відмінник освіти України», медаллю «За заслуги перед територіальною громадою».

## Нагороди та премії
Лауреат премій імені Марії Підгірянки, імені Володимира Сосюри, імені Дмитра Загула та Міжнародної премії імені Б.-Н. Лепкого, імені Сидора Воробкевича, Всеукраїнської літературно-мистецької премії імені Дмитра Луценка «Осіннє золото», конкурсу «Золотий тризуб» Всеукраїнської громадської організації "Літературне об'єднання «Кобзар».
Як автор і виконавець є учасником і призером багатьох міжнародних, усеукраїнських і регіональних пісенних конкурсів і фестивалів.
Член Національної спілки письменників України.